# Заповідник Північний Тулі
Заповідник Північний Тулі (англ. Northern Tuli Game Reserve) є унікальним і історично значимим місцем, де сходяться кордони трьох держав  Ботсвани, Зімбабве і ПАР. Тут зливаються дві великі річки Лімпопо і Шаше (Shashe). Саме тут пропонується створити транскордонний заповідник Лімпопо/Шаше (Limpopo/Shashe Transfrontier Park).
Заповідник було створено в 1964 р., він охоплює площу 72 тис. га, перебуває в управлінні приватних землевласників і місцевих громад. Є місцем проживання багатої дикої природи і вважається важливою територією для охорони птахів — тут їх налічують понад 370 видів.
Від інших територій Ботсвани заповідник Тулі відрізняється дуже різноманітною топографією і біотопами: домінують базальтові формації, розлогі поля пісковиків і гірські хребти, разом з мережею (здебільшого сухих) русел річок і річковими лісами. Рівнини Ботсвани простяглися далеко на північ.
У заповіднику водяться такі види хижих звірів: лев, леопард, гепард, лікаон, гієна смугаста і плямиста. У нічний час можна виявити безліч невловимих нічних істот. Регулярно зустрічаються антилопи-канни, зебри і інші копитні.
Резерват також зачаровує історичними пам'ятками. Живопис бушменів нагадує про оригінальних мешканців області, які жили тут багато тисяч років тому. Залишки древніх поселень, що мають відношення до ери Mapungubwe (приблизно 1075–1220 рр.).
Заповідник Північний Тулі (NOTUGRE) також відомий як Земля Гігантів (The Land of Giants) — так названо книжку про Тулі, написану Roger і Pat de la Harpe. Гіганти Тулі специфічні: величезні перспективи і широке небо, товстезні баобаби і дерева nyala, незліченні стада копитних на рівнинах (серед них антилопа канна — найбільша серед антилоп), стада найбільшого сухопутного ссавця, знаменитих слонів Тулі, гнізда найбільшого літаючого африканського птаха — дрофи kori, а також безподобний історичний спадок Тулі.
Варто зауважити, що на деяких картах Заповідник Північний Тулі позначено як Mashatu або Mashatu Game Reserve.